# 5 Seconds of Summer (album)
5 Seconds of Summer je eponymní debutové studiové album australské pop punkové/pop rockové skupiny 5 Seconds of Summer. Bylo vydáno společností Capitol Records 27. června 2014 v Evropě a 22. července 2014 ve Spojených státech, Mexiku a Kanadě.

## Seznam skladeb
| 5 Seconds of Summer — standardní verze | 5 Seconds of Summer — standardní verze | 5 Seconds of Summer — standardní verze                                              | 5 Seconds of Summer — standardní verze    | 5 Seconds of Summer — standardní verze |
| Pořadí                                 | Název                                  | Autor                                                                               | producenti                                | Délka                                  |
| -------------------------------------- | -------------------------------------- | ----------------------------------------------------------------------------------- | ----------------------------------------- | -------------------------------------- |
| 1.                                     | She Looks So Perfect                   | Ashton Irwin, Michael Clifford, Dan Lancaster, Jake Sinclair                        | Sinclair, Eric Valentine                  | 3:22                                   |
| 2.                                     | Don't Stop                             | Calum Hood, Luke Hemmings, Steve Robson, busbee                                     | Robson                                    | 2:49                                   |
| 3.                                     | Good Girls                             | Irwin, Clifford, Rick Parkhouse, George Tizzard, Roy Stride, Josh Wilkinson         | John Feldmann                             | 3:27                                   |
| 4.                                     | Kiss Me Kiss Me                        | Hood, Hemmings, Feldmann, Alex Gaskarth                                             | Feldmann                                  | 3:23                                   |
| 5.                                     | 18                                     | Hemmings, Clifford, Richard Stannard, Seton Daunt, Ash Howeszz, Roy Stride          | Feldmann                                  | 3:09                                   |
| 6.                                     | Everything I Didn't Say                | Irwin, Hood, Feldmann, Nicholas „RAS“ Furlong                                       | Feldmann                                  | 3:00                                   |
| 7.                                     | Beside You                             | Hood, Hemmings, Christian Lo Russo, Joel Chapman                                    | Chapman, Louis Schoorl, Feldmann          | 3:40                                   |
| 8.                                     | End Up Here                            | Irwin, Clifford, Feldmann, Gaskarth                                                 | Feldmann                                  | 3:01                                   |
| 9.                                     | Long Way Home                          | Irwin, Clifford, Feldmann, Gaskarth                                                 | Feldmann                                  | 3:19                                   |
| 10.                                    | Heartbreak Girl                        | Hood, Hemmings, Robson, Lindy Robbins                                               | Robson                                    | 3:18                                   |
| 11.                                    | English Love Affair                    | Irwin, Clifford, Parkhouse, Tizzard, Stride, Wilkinson                              | Red Triangle, Feldmann                    | 3:00                                   |
| 12.                                    | Amnesia                                | Benjamin Madden, Joel Madden, Louis Biancaniello, Michael Biancaniello, Sam Watters | L. Biancaniello, M. Biancaniello, Watters | 3:57                                   |

## Obsazení
- Luke Hemmings – rytmická kytara, zpěv
- Michael Clifford – sólová kytara, zpěv
- Calum Hood – baskytara, zpěv
- Ashton Irwin – bicí, zpěv